# Molossia
Molossia, oficialmente Republica da Molossia é uma micronação fundada por Kevin Baugh e sediada a partir de sua casa perto de Dayton, Nevada. A República da Molossia se autodeclarou uma nação dentro dos Estados Unidos, no entanto, não é oficialmente reconhecida como um país pelas Nações Unidas, nem quaisquer grandes potências.
Sua extensão territórial é de 0.045729 km² e possui 30 habitantes. Kevin Baugh alegou anteriormente uma propriedade na Pensilvânia também. Originalmente criada como um projeto de infância em 1977, Molossia posteriormente evoluiu para uma entidade territorial no final de 1990.
O nome Molossia é derivado da palavra morro. Baugh declarou que a antiga tribo grega de Molóssia não está relacionada.

## História
Em 3 de setembro de 1999, Baugh fundou a Molossia, e declarou-se seu presidente.
Em 13 de Novembro de 2012, Kevin Baugh criou uma petição sobre a Whitehouse.gov, site que solicita o reconhecimento formal da micronação. No entanto, seu pedido não obteve assinaturas suficientes para o reconhecimento.

## Território

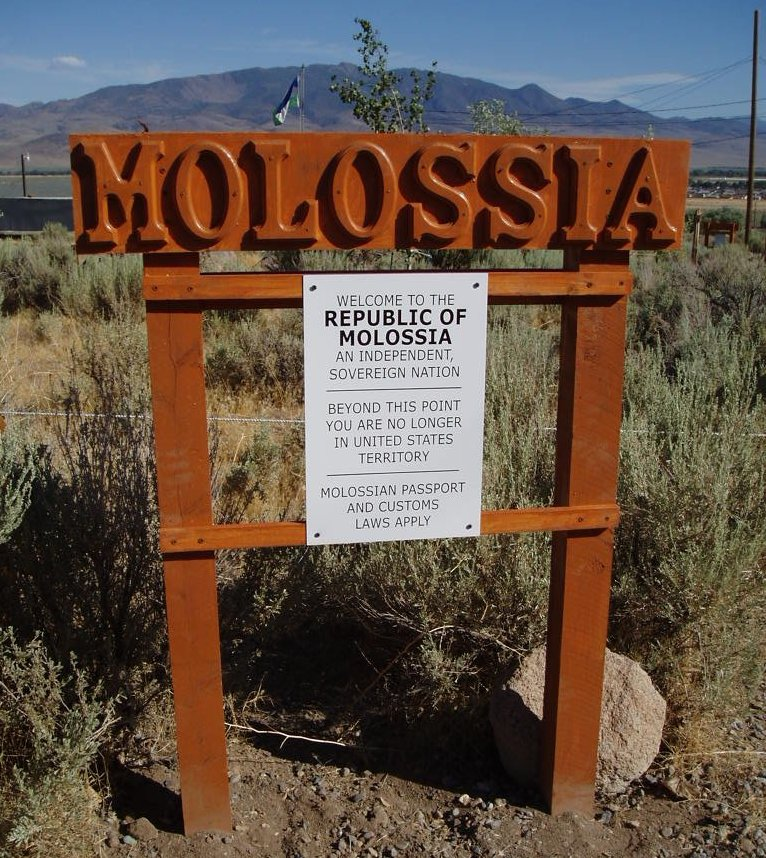
Sinal de fronteira, província de Harmony

Molossia consiste de duas propriedades (antes eram três), localizadas na parte continental dos Estados Unidos e que compreende uma área total de 6,3 acres (2,5 ha). Elas são de propriedade da Baugh. Province Harmony está localizada perto de Dayton, Nevada, e é o menor dos territórios do Molossia em pouco mais de um acre (4.000 m²) de tamanho. Ele é o lugar primário de residência da família Baugh, e no site do capital designado pelo Molossia, Baughston. Baughston foi renomeado de Espera em 30 de Julho de 2013 para comemorar o 51º aniversário do Presidente Baugh.
O Protetorado da Nova Antrim foi localizado em um local secreto na Pensilvânia e foi o maior dos territórios do Molossia em pouco mais de 8 acres (3,2 ha) de extensão. Foi nomeado após County Antrim, na Irlanda do Norte e teve seu próprio governador, Grande Almirante Hess. Já não é reivindicada por Molossia.
Em agosto de 2003, Baugh comprou um pequeno pedaço de terra rural no norte da Califórnia. Esta foi encaminhada para o Colônia de Farfalla. O imóvel foi vendido no final de 2005, depois de Baugh herdar mais terras que ele posteriormente chamou de Província Desert Homestead, no sul da Califórnia. Desert Homestead era anteriormente detida pelo avô de Baugh, e a propriedade já foi declarada "monumento nacional", dedicada a ele.
Vesperia é o nome da reivindicação de 49.881 milhas quadradas (130.000 quilômetros quadrados) de Molossia sobre o planeta de Vênus. Além disso, Molossia reivindica um local chamado Neptune profunda no Norte do Oceano Pacífico, a cerca de 750 km (470 milhas) a sudoeste do México .

## Operações

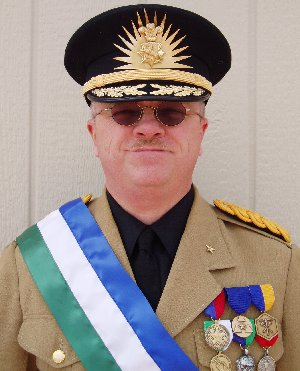
Presidente Kevin Baugh

### Proclamação
A República da Molossia afirma ser uma nação-estado soberana e independente, completamente cercada pelos Estados Unidos. Como resultado, ela adotou um sistema de governo com uma estrutura igual à de um Estado soberano.

### Militar
A República da Molossia não tem Exército ou Força Aérea. Ela mantém uma Marinha que está com uma frota de quatro navios e uma divisão de infantaria da terra; a Naval Infantaria Molossiana. O MS Spindrift, carro-chefe da Marinha é um 13 por 3 pés (3,96 m por 0,91 m) Allen Classe barco inflável. O MS Manatee, e os barcos individuais MS Bandicoot e MS Platypus, formam o restante da frota. O MS Wombat, o primeiro navio da Marinha, construído em 2005, foi desmantelado no dia 7 de abril de 2013. A Marinha tem um oficial comissionado e 49 oficiais comissionados honorários.

### Programa Espacial
A República da Molossia e o Ministério dos Transportes Aéreos e Exploração Espacial é responsável de todos os assuntos relacionados com aeronaves, veículos espaciais da República (o último foi originalmente sob o comando da Força Aérea da Molossia agora dissolvida). Ele tem muitos projetos em execução em existência, incluindo o Projeto Skylofter .

### Estrutura

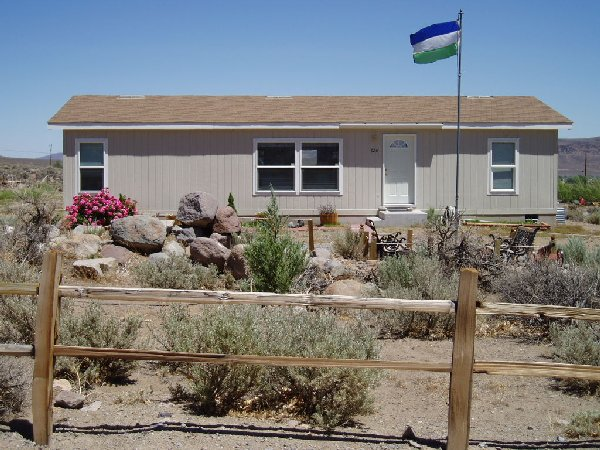
Casa Bege, residência oficial do presidente

Molossia é uma república governada por uma constituição a criação de uma Assembleia Nacional e outras instituições do Estado. No entanto, "devido à agitação e a sempre presente ameaça estrangeira de longo da fronteira", um estado de lei marcial existe, permitindo que o Presidente, Kevin Baugh, de exercer todos os poderes de governação, incluindo negócios estrangeiros, ao mesmo tempo que a Assembleia Nacional, um órgão consultivo sem poderes legislativos.

### Relações exteriores
Molossia reconhece várias outras micronações, com numerosos tratados aprovados para esse fim. Em maio de 2008, uma reunião de cúpula foi realizada com o Grão-Duque Paul, líder do Grão-Ducado do Greifenberg, outra micronação. Foram feitos planos para a revitalização da Liga dos Pequenos Unidas, uma organização quase extinta dedicada à prosperidade de todas as micronações que reivindicam terras. Esta foi a primeira visita de Estado já formais de Molossia. Molossia afirma que foi um dos primeiros países a reconhecer a República do Kosovo, um dia após o país de maioria albanesa ter declarado sua independência, em 18 de fevereiro de 2008, com Baugh enviando uma carta oficial ao governo recém-formado. No entanto Molossia agora só abre as relações informais com outros estados.

## Economia
Molossia vende uma variedade de produtos on-line, incluindo sabão caseiro e fotografias assinadas dos Baughs. Selos Cinderela também são produzidos por Molossia através do seu Serviço de Correios e Telégrafos auto-criado.
A moeda da Molossia é a Valora, que é subdividido em 100 Futtrus e atrelados a marca de biscoito Pillsbury, com um tubo de massa para igualar três Valora em valor. O biscoito é armazenado em um anexo chamado Bank of Molossia, a partir do qual as moedas Valora feitas a partir de fichas de jogo e "notas" impressas são vendidas.

## Turismo

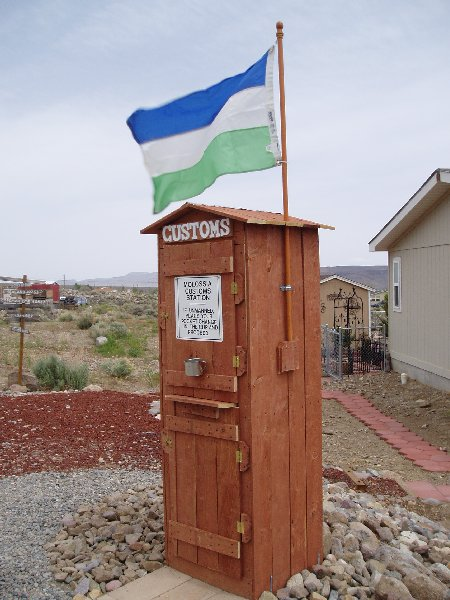
Estação

Nos últimos anos, as várias instalações de arte e projetos de paisagismo que Baugh construiu ao redor de sua casa começaram a atrair algum interesse de fora, com Baugh levando os visitantes em visitas guiadas à propriedade, mediante acordo prévio. A partir de 2008, ele possui alegações de ter hospedado a cerca de 15 visitantes em um ano. Os visitantes são obrigados a apresentar um passaporte, a fim de ser aceito. Baugh afirmou que estes requisitos são dispensados para os cidadãos de Andorra, Liechtenstein, San Marino, Mónaco, Seborga e "qualquer outro país reconhecido por Molossia".
Os visitantes não estão autorizados a trazer certos itens na propriedade, incluindo tabaco e lâmpadas incandescentes.

## Guerra com a Alemanha Oriental
A República da Molossia alegou estar em uma guerra contra a Alemanha Oriental e que emitiu um tratado de paz para acabar com a guerra. O país alega estar em guerra desde 2 de novembro de 1983. Embora a Alemanha Oriental esteja extinta, o presidente afirma que a ilha de Baugh Ernst Thälmann, supostamente dada à Alemanha Oriental por Cuba em 1972, é um território soberano da Alemanha Oriental, e, assim, permite que a guerra possa continuar. Na realidade, a ilha continua a estar oficialmente sob a soberania de Cuba, embora Ernst Thälmann foi esquecido pelo Tratado de Reunificação alemã.

## Na cultura popular
Molossia foi o foco principal e local do aniversário de dois anos do website Channel Awesome. Doug Walker produziu um de seis partes minissérie estrelada pelos membros do canal intitulado Kickassia, constituída, principalmente e filmado em locação na Molossia e um hotel próximo. No filme, o Nostalgia Critic (Doug Walker) conquista Molossia e torna-se o seu novo líder, com a ajuda de vários outros membros do Channel Awesome. Os críticos tem sucesso e mudam o nome da nação para "Kickassia" com planos para conquistar irremediavelmente os Estados Unidos, mas o Critic se corrompe com o seu próprio poder, levando os membros do Channel Awesome à se revoltar contra ele e passar o poder de volta para Baugh. Baugh estrela como uma versão cômica de si mesmo.
Molossia também fez uma aparição como um dos vários micronações na webcomic on-line japonês, Hetalia: Axis Powers. Ele é visto principalmente interagindo com outras micronações, como Sealand, Seborga, e Wy .